# Pimelodella chagresi
Pimelodella chagresi är en fiskart som först beskrevs av Steindachner, 1877.  Pimelodella chagresi ingår i släktet Pimelodella och familjen Heptapteridae. Inga underarter finns listade i Catalogue of Life.